# Arlindo Pacheco
Arlindo, vollständiger Name Arlindo Correia Pacheco, (* 30. Dezember 1899 in Rio de Janeiro; † 23. Juni 1945 ebenda) war ein brasilianischer Fußballspieler. Er wurde auf der Position eines Stürmers eingesetzt.

## Karriere
Der erste Nachweis zu Arlindo findet sich in Listen zu Spielen in den Staatsmeisterschaften. Demnach spielte er bereits 1916 für den Botafogo FR.
Arlindo wurde als noch Siebzehnjähriger das erste Mal zur Nationalmannschaft berufen. Er war Mitglied der Auswahl, die im Mai 1917 bei Freundschaftsspielen in Rio de Janeiro gegen den Club Sportivo Barracas Bolívar. In beiden Spielen kam Arlindo zum Einsatz (kein Tor). Zu der Zeit spielte er beim America FC (RJ). Hier war er auch noch aktiv, als er mit der Nationalmannschaft bei der Campeonato Sudamericano 1919 antrat. Am 1. Juni 1919 kam Arlindo zu seinem einzigen offiziellen Spiel für die Nationalmannschaft, im Zuge der Copa Roberto Chery  zur Ehrung des bei der Copa América verstorbenen Roberto Chery. Das Spiel endete 3 : 3 und Arlindo steuerte hier zwei Treffer bei.
Ab 1920 war er wieder bei Botafogo aktiv. Hier wurde er in der Staatsmeisterschaft von Rio de Janeiro in der Saison Torschützenkönig. Nach einem Zeitungsartikel in der O PAIZ vom 30. April 1922 war Arlindo noch für den Klub aktiv. Gemäß dem Artikel stand Arlindo in der Startelf in einer Begegnung der Staatsmeisterschaft gegen den Bangu AC.
Für 1923 findet sich Arlindo in der Torschützenliste der Staatsmeisterschaft für den CR Vasco da Gama. Mit seinem Wechsel von Botafogo zu Vasco war er der erste Spieler des Klubs, der aus einer besseren sozialen Schicht stammte. Er wird für das Jahr mit der Mannschaft verbunden, die das erste Mal den Titel gewann.

## Erfolge
Nationalmannschaft
- Campeonato Sudamericano: 1919

Vasco
- Staatsmeisterschaft von Rio de Janeiro: 1923

## Auszeichnungen
Botafogo
- Torschützenkönig Staatsmeisterschaft von Rio de Janeiro: 1920 (18 Tore)